# 新博戈罗季茨科耶农村居民点
新博戈罗季茨科耶农村居民点（俄语：Новобогородицкое сельское поселение）是俄罗斯联邦沃罗涅日州彼得罗巴甫洛夫卡区所属的一个农村居民点。其下辖有3个居民点，行政中心为新博戈罗季茨科耶。据2016年统计，该农村居民点的人口为659人。